# Petra Zieger
Pour les articles homonymes, voir Zieger.
Petra Zieger (née le 25 mars 1959 à Erfurt) est une chanteuse allemande.

## Biographie
Petra est la fille du cycliste est-allemand Bruno Zieger. Après avoir terminé un apprentissage de tailleur pour femmes, Petra Zieger va à l'école de musique du district d'Erfurt, puis étudie le chant à la Hochschule für Musik Franz Liszt Weimar. À partir de 1976, elle apparaît en tant que soliste avec l'Orchestre de danse d'Erfurt et chante dans un big band d'Erfurt. Petra Zieger rencontre alors Peter Taudte, le batteur du groupe, qui deviendra son compagnon et manager qu'elle épousera en avril 2014.
Lorsque Taudte devient le batteur du groupe de rock Phonoclecs en 1980, il insiste pour que Zieger soit la chanteuse. Elle fait sa première apparition à la télévision avec une reprise de Checkered Love de Kim Wilde. En 1981, Zieger remporte un prix au Goldener Rathausmann Schlager Festival à Dresde et a son premier succès avec Schmusen auf dem Flur.
Deux ans plus tard, Burkhard Lasch les emmène à Berlin et fonde avec eux le groupe "Petra Zieger & Smokings". Le 7 octobre 1982, Petra Zieger & Smokings fait sa première apparition à la télévision dans l'émission jeunesse rund. La première tournée en RDA suit en 1983. La même année, elle remporte le Silbernen Bong. Le premier album Traumzeit sort en 1984. Il est un succès comme les singles qui en sont issus. En 1985, elle quitte les Smokings, qui poursuivent leur carrière en tant que Smokings Rockshow. Depuis lors, Petra Zieger apparaît sous le nom de "Petra Zieger & Band".
Petra Zieger chante en allemand. Au milieu des années 1980, elle crée sa musique rock en RDA avec de nouveaux éléments de spectacle et consolide ainsi son style de « rock lady ». Elle consolide le style rock accrocheur avec le LP Katzen bei Nacht en 1986. Peter Taudte compose les morceaux de Petra Zieger depuis le début des années 1990. Les textes sont écrits par plusieurs auteurs tels que Michael Sellin ou Pe Werner.
Après la chute du mur, Petra Zieger peut capitaliser sur ses succès. Elle a l'un de ses plus grands succès en 1989-1990 avec la chanson Das Eis taut, qui fait référence à la réunification allemande. S'ensuit une invitation aux États-Unis, où elle chante devant 500 000 spectateurs à Philadelphie.
En 2006, Zieger et Taudte fondent le label "P2P music" basé à Berlin. Le style de musique rock de Petra Zieger se complète de ballades et de chansons. En 2007, la ballade Ich vermiss Dich sort. Zieger est alors invité par Jose Carreras à participer à son gala de charité de l'ARD à Leipzig. En 2008, commence la tournée 25 Jahre Petra Zieger & Band – live on tour. La même année, Zieger aest invitée au gala de la cérémonie de remise des prix Goldene Henne en 2008 au Friedrichstadt-Palast de Berlin, où elle chante un titre dans la partie spectacle.
À partir de 2008, Petra Zieger apparaît à plusieurs reprises lors d'événements électoraux de la CDU pour Angela Merkel. Lors de l'élection présidentielle allemande de 2010 le 30 juin 2010 à Berlin, elle est membre de l'Assemblée fédérale choisie par la CDU. Zieger soutient la chancelière Angela Merkel lors des élections fédérales allemandes de 2013.

## Discographie
Albums
- 1984 : Petra Zieger & Smokings : Traumzeit (Amiga)
- 1987 : Katzen bei Nacht (Amiga)
- 1989 : Das Eis taut (Amiga)
- 1991 : Das Eis taut – My Heart Beats (Stop Records/Ariola)
- 1992 : Lust (Polydor)
- 1992 : Wolkenkinder (compilation)
- 1994 : Alles Drin
- 1997 : Küss mich
- 1997 : Unverwüstlich
- 1998 : Petra Zieger – Best (compilation, BMG)
- 2002 : Mit mir
- 2003 : Die größten Hits
- 2004 : Das Eis taut – Die größten Hits (double album avec DVD Das Eis taut)
- 2007 : Nimm mich (P2P music)
- 2008 : Petra Zieger & Band - 25 Jahre on tour (double album, Sony/BMG)
- 2013 : Glück : Das Beste aus 30 Jahren (Sony Music)

Singles
- 1990 : Das Eis taut inkl. Club Edit Mix
- 1992 : Kußgenie
- 1992 : Lust
- 1994 : Alles drin
- 1994 : Es ist nie zu spät
- 1994 : Warum
- 1994 : Kinder der Welt
- 1997 : Küss mich
- 2000 : Lass mich Deine Geisel sein
- 2001 : Nimm es wie ein Mann, Spätes Glück (ZETT Records)
- 2002 : Sommer
- 2006 : Berührung
- 2006 : Zuversicht / Alles geht im Kreis
- 2007 : Ich vermiss Dich (P2P music)
- 2009 : Wie beim ersten Mal (P2P music)